# Кирххоф, Вильгельм
Генрих Вильгельм Кирххоф (нем. Heinrich Wilhelm Kirchhoff; ум. 1854) — немецкий композитор и дирижёр.
Ученик Петера Йозефа фон Линдпайнтнера. С конца 1820-х гг. играл на скрипке в придворном оркестре князя Августа цу Гогенлоэ-Эрингена, во второй половине 1830-х гг. некоторое время дирижировал капеллой. В 1838 году поступил концертмейстером в придворный оркестр графства Шварцбург-Зондерсгаузен, в 1839—1843 гг. возглавлял его как капельмейстер.
Затем работал в Брюнне, где, в частности, в 1844 году поставил «Сомнамбулу» Виченцо Беллини с собственной специально написанной увертюрой (поскольку произведение Беллини открывается не оркестровой частью, а хором, что германоязычной аудиторией не одобрялось). В 1845 году осуществил премьеру оперы Генри Хью Пирсона «Торжество эльфов», в связи с чем был вынужден выступить в печати с заявлением о том, что Пирсон и Эдгар Мансфельдт (псевдоним, которым пользовался Пирсон) — одно и то же лицо. На Кирххофа возлагались большие ожидания в направлении улучшения музыкальной жизни города, но оправдать их ему помешала, согласно формулировке Кристиана д’Эльверта, «одна несчастная страсть» (нем. eine unglückliche Leidenschaft).
Наиболее известное сочинение Кирххофа — опера «Андреас Хофер» (нем. Andreas Hofer, der Sandwirt von Passeyr; 1847, либретто Фридриха Вильгельма Хельда) на сюжет о предводителе тирольского антинаполеоновского восстания Андреасе Хофере. В 1847 году автор с успехом дирижировал премьерой в Ульме, в 1851 году повторил постановку в Трире.